# Зиліхи Тамшибай
Зиліхи́ Тамшиба́й (каз. Зылиха Тамшыбай) — село у складі Коксуського району Жетисуської області Казахстану. Адміністративний центр Єнбекшинського сільського округу.
У радянські часи село називалось Коксу, до 2017 року називалось Амангельди.
Населення — 1386 осіб (2021; 1519 у 2009, 1705 у 1999, 1501 у 1989).